# Эллипс (повествовательный приём)
Эллипс — повествовательный приём в литературе и кинематографе, позволяющий опустить часть последовательности событий. Он предназначен для того, чтобы продемонстрировать действие, показывая лишь его начало и конец, тем самым давая читателю возможность самостоятельно заполнить промежуток между ними. В фильмах эллипсы используются для обозначения действий, которые никак не влияют на развитие сюжета. Помимо использования эллипса для удобства и сокращения экранного времени, его также используют для продвижения повествования.

## Описание
Эллипс в повествовании позволяет автору опустить часть рассказа, не влияющую на сюжет, за счёт чего сокращается описание ненужных сцен. Также его можно применить как стилистический метод, позволяющий читателю додумать пропущенные части повествования с помощью воображения. Частое использование данного приёма в литературе можно заметить в модернистских работах Эрнеста Хемингуэя, который первым ввёл теорию айсберга, также известную как теория пропусков.
В романе Вирджинии Вулф «На маяк» представлены яркие примеры литературных эллипсов. Между первой и второй частями романа проходит много лет, на этот промежуток времени приходится период Первой мировой. Читателю предоставляется возможность сделать вывод о событиях, произошедших в течение прошедшего времени, по изменениям, произошедших с персонажами романа. Подобный пример можно найти в «Эпохе невинности» Эдит Уортон, а также многих других литературных произведениях.
Эллипс — это обычное явление в повествовании фильмов, где перемещение персонажей и действия, ненужные для повествования истории, удаляются путём редактирования. Например, для продвижения сюжета вовсе не обязательно изображать персонажа встающим со стула и идущим через всю комнату, чтобы открыть дверь. Вместо этого, персонаж может быть показан встающим со стула, а уже в следующем кадре (обычно при просмотре под другим углом или с промежуточным кадром, необходимым, чтобы сгладить разрыв) он уже пересёк комнату и стоял у двери. В этом случае повествовательная логика позволяет зрителю не обращать внимания на эллипс. В начале фильма Стэнли Кубрика «2001: Космическая одиссея» (1968), например, совершается гигантский хронологический скачок, поскольку повествование переходит от первой технологии человечества, костяной дубинки, к космическому кораблю, летящему в космосе в 2001 году. Однако в этом случае эллипс заполнен метафорическим параллелизмом между двумя объектами, визуально похожими по форме и объединёнными глубоким антропологическим значением.
Японский режиссёр Ясудзиро Одзу также известен своим использованием эллипса. Важные персонажи или события могут не появляться на экране во время повествования, раскрывая произошедшее для зрителей только через последующие диалоги. Например, в фильме «Поздняя весна» (1949) показывается уход Норико, одетой в кимоно, на свадьбу, а уже через мгновение история переходит к мистеру Сомии, сидящим в баре после свадьбы.